# Dioctria vulpicola
Dioctria vulpicola är en tvåvingeart som beskrevs av Richter 1973. Dioctria vulpicola ingår i släktet Dioctria och familjen rovflugor. Inga underarter finns listade i Catalogue of Life.